# Кокошко, Юлия Михайловна
Юлия Михайловна Кокошко (род. 1953, Свердловск) — русский писатель, поэт и прозаик. Член Союза российских писателей. Лауреат Премии Андрея Белого (1997) и Премии имени П. П. Бажова (2006).

## Биография
Родилась 7 октября 1953 года в Свердловске.
С 1971 по 1976 год обучалась филологическом факультете Уральского государственного университета и в 1986 году на Высших курсах сценаристов и режиссёров. С 1976 по 1980 годы работала в Свердловской библиотеке. С 1980 года — администратор хроники, ассистент режиссёра и сценарист Свердловской киностудии. С 1990 года — лаборант кафедры риторики и преподаватель филологического факультета Уральского федерального университета, одновременно с педагогической деятельностью была корректором журнала «Урал».
В качестве писателя, поэта и прозаика публиковалась в журналах «Уральская новь», «Воздух», «Гвидеон», «Октябрь», «Урал», «Знамя» и «Комментарии». Из под её пера вышли книги «В садах…» (1996) «Приближение к ненаписанному» (2000), «Совершение лжесвидетельства» (2003), «Шествовать. Прихватить рог» (2008), «За мной следят дым и песок» (2014), «Под мостом и над мостом» (2016). Член Союза российских писателей.
В 1997 году «За принципы письма, устанавливающие хрупкое равновесие пишущего между молчанием, трудным словом и изобразительностью, позволяющей не разрушать работу сердца — за сборник рассказов „В садах…“» была удостоена — Премии Андрея Белого.
В 2006 году «За произведение, развивающее традиции русской метафорической прозы» была удостоена — Премии имени П. П. Бажова.
Живёт в городе Екатеринбурге.

### Публикации
- «Exercice на воде» / журнал «Урал» № 1 — 1997
- «Хвастовство от господина Собаки» / журнал «НЛО» № 3 — 1998
- «Ничего, кроме болтовни над полем трав». (Повесть) / журнал «Уральская новь» № 1 — 2000
- «Забывчивость повторяющейся реки» / журнал «Урал» № 8 — 2001
- «Меланхолия» / журнал «Урал» № 7 — 2002
- «Любовь к восемьдесят пятому году» / журнал «Уральская новь» № 14 — 2002
- «Из книги пира» / журнал «Урал» № 4 — 2003
- «Дорога, подписанные шаги и голоса» / журнал «Уральская новь» № 20 — 2004
- «Три полуночника на улице Нескончаемой» / журнал «Урал» № 1 — 2006
- «Бегущие трепеты бегущих» / журнал «Урал» № 9 — 2007
- «Благосклонность шума и пирамид» / журнал «Урал» № 2 — 2008
- «Сплошные приключения» / журнал Урал № 11 — 2008
- «Некто Y» / журнал «Урал» № 9 — 2010
- «Вдоль снега» / журнал «Знамя» № 11 — 2010
- «Крикун кондуктор, не тише разносчик и гриф…» / журнал «Урал» № 7 — 2011
- «Сбившиеся с пути» / журнал «Урал» № 9 — 2012
- «Пересидеть развалины» / журнал «Урал» № 1 2013[4]

## Премии
- Премия Андрея Белого (1997[3])
- Премия имени П. П. Бажова (2006)